# Giancarlo Marocchi
Giancarlo Marocchi (Ímola, 4 de julho de 1965) é um ex-futebolista italiano que jogava como meio-campista.
Iniciou a carreira em 1982, no Bologna, e durante a primeira passagem pela equipe, jogou 171 partidas e marcou 13 gols até 1988, quando foi contratado pela Juventus, que, para contar com o jogador, pagou 4,5 milhões de liras. Foi na Vecchia Signora que Marocchi obteve a maioria dos 10 títulos que conquistou, com destaque para a Liga dos Campeões da UEFA de 1995–96 e 2 edições da Copa da UEFA (atual Liga Europa). Em 8 temporadas na Juventus, foram 213 partidas e 15 gols marcados.
Voltou ao Bologna em 1996, conquistando a Copa Intertoto da UEFA de 1998, seu último título na carreira, encerrada em 2000.

## Seleção Italiana
Pela Seleção Italiana, Marocchi estreou num amistoso contra a Escócia, em dezembro de 1988. Convocado pelo técnico Azeglio Vicini para a Copa de 1990, disputada em território italiano, não entrou em campo nenhuma vez. Com a chegada de Arrigo Sacchi, Marocchi perdeu espaço na Squadra Azzurra, não disputando nenhum jogo sob o comando do ex-técnico do Milan. Sua última partida pela Itália foi em fevereiro de 1991, contra a Bélgica, ainda sob a gestão de Vicini.